# Grzegorz Grochowski (literaturoznawca)
Grzegorz Jacek Grochowski (ur. 1970, zm. 28 sierpnia 2022) – polski literaturoznawca, dr hab.

## Życiorys
W 1993 ukończył studia (filologia polska) na Uniwersytecie Warszawskim, 13 października 1998 obronił pracę doktorską Literackość i jej pogranicza. Od monologu wewnętrznego do reportażu, 23 marca 2021 habilitował się na podstawie pracy zatytułowanej Pamięć gatunków. Ponowoczesne dylematy atrybucji gatunkowej. Pracował w Warszawskiej Wyższej Szkole Humanistycznej im. Bolesława Prusa.
Był adiunktem w Instytucie Badań Literackich Polskiej Akademii Nauk.
W 2021 został zatrudniony na stanowisku profesora w Instytucie Badań Literackich Polskiej Akademii Nauk.